# 楊旬瑛
楊旬瑛，字似公，福建泉州府晉江縣（今福建省泉州市）人，清朝政治人物。
順治六年（1649年）登進士，改庶吉士。順治八年（1651年）任湖廣道監察御史，后改廣東巡按御史。順治十一年（1654年）任江南道監察御史。順治十六年（1659年）任雲南道監察御史、浙江巡按御史。